# Tolisa (Federacja Bośni i Hercegowiny)
Tolisa – wieś w Bośni i Hercegowinie, w Federacji Bośni i Hercegowiny, w kantonie posawskim, w gminie Orašje. W 2013 roku liczyła 2731 mieszkańców, z czego większość stanowili Chorwaci.